# OQEMA
OQEMA, bis 2017 Overlack-Gruppe, ist ein mittelständisches Vertriebsunternehmen für chemische Rohstoffe (Basischemikalien und Spezialitäten) mit Hauptsitz in Mönchengladbach. Das Familienunternehmen zusammen mit eigenen Tochtergesellschaften und Beteiligungsfirmen ist in Europa tätig.

## Geschichte
Am 1. Juli 1922 gründeten der Textiltechniker Lutz Overlack und der Chemiker Curt Sträuber gemeinsam die Chemische Fabrik Dr. Stäuber & Overlack GmbH zur Herstellung von Textilhilfsmitteln. Zu dieser Zeit war die Textilindustrie sehr gefragt, besonders die entsprechenden Chemikalien wurden von vielen Färbereien und Textildruckereien benötigt. Als erster Standort der Fabrik wurden Räumlichkeiten am Rand von Mönchengladbach Richtung Krefeld gemietet. Von dort aus waren es nur kurze Wege zu Textilproduzenten beider Städte. 
Nach dem Tod von Curt Sträuber im Januar 1923 trat Heinrich Overlack, Lutz Overlacks Bruder, zum 1. Januar 1924 in die Firma ein. Daraufhin wurde diese umbenannt in Gebrüder Overlack Chemische Fabrik.
1925 übernahmen die Brüder Overlack die Chemische Fabrik Langerfeld an der Aachener Straße in Mönchengladbach. Ein Jahr später wird die Villa an der Aachener Straße gebaut, die  im Jahr 1930 von Lutz Overlack erworben und daraufhin als Wohnsitz genutzt wurde.
1963 und 1966 übernahmen die Söhne der Brüder Overlack, Hans und Eduard Overlack, die Positionen ihrer Väter und damit auch die Firma.
Im Jahr 1981 erwarben die Gebrüder Overlack die Chemiesparte des Kölner Chemikalienhandels Carl Arnsperger, wodurch das Wachstum des Unternehmens deutlich vorangetrieben wurde.
In der dritten Generation Overlack übernahm Peter Overlack im Sommer 1992 das Unternehmen. Mit ihm entwickelte sich die Overlack Chemische Fabrik exponentiell weiter. Über die Jahrzehnte hinweg hat sich eine große, weitverzweigte Handelsgruppe entwickelt. Über Zukäufe und Wachstum konnte die Firmengruppe ihr Einzugsgebiet, ihr Produktspektrum sowie ihre Bedeutung im Markt ausweiten.
2018 benannte sich das Unternehmen um und firmiert seitdem unter dem Namen OQEMA AG. 2019 bzw. 2020 konnte OQEMA den irischen Chemiedistributor und Hersteller Rocara sowie den dänischen Chemiedistributor Chemark ApS übernehmen.